# Chinshakiangosaurus
Genre
Espèce
Chinshakiangosaurus (signifiant « lézard de Chinshakian ») est un genre fossile de dinosaures sauropodes du Jurassique retrouvé en Chine. L'espèce-type, Chinshakiangosaurus chunghoensis, est décrite par Dong Zhiming en 1992. Elle est basée sur l'holotype IVPP V14474, constitué de la partie gauche de la mandibule, de dents, d'une vertèbre cervicale, de plusieurs vertèbres caudales et dorsales, des deux scapulae, d'os du pelvis et de parties de membres postérieurs. Sa taille est estimée à environ 12 à 13 mètres.
Chinshakiangosaurus est un genre fondamental pour la description des sauropodes.

## Découverte
Les fossiles du genre sont retrouvés en 1970 par Zhao Xijin et ses collègues dans la formation géologique Fengjiahe (en) du xian de Yongren, au Yunnan.
En 1975, C. H. Ye mentionne le spécimen sous le nom de Chinshakiangosaurus chunghoensis, nommé d'après le Yangzi Jiang et le village Zhonghe. Cependant, les fossiles n'étant pas décrits, le nom est considéré nomen dubium jusqu'à ce que Zhiming en publie une courte description en 1992,.
Ignoré longtemps par la plupart des paléontologues, le genre est souligné par Paul Upchurch et al. en 2004, qui le classifient comme un sauropode nomen dubium.
En 2007, Upchurch et al. publient une nouvelle description et révisent leur jugement en déclarant que le Chinshakiangosaurus est un taxon valide.